# Encarnação (Mafra)
Encarnação is een plaats (freguesia) in de Portugese gemeente Mafra en telt 3893 inwoners (2001).